# Thor Nilsen
Thor Nilsen (Bærum, Noruega; 5 de octubre de 1931 – 5 de octubre de 2023) fue un remero de Noruega que participó en los Juegos Olímpicos.

## Carrera
A nivel de equipo siempre estuvo ligado al Bærum RK, y a nivel internacional tuvo su primera y única aparición en los Juegos Olímpicos en la edición de Helsinki 1952 en la modalidad C4 donde fueron eliminados en las semifinales.